# Catarata subcapsular posterior
Se trata de un subtipo de catarata que afecta a las fibras más próximas a la cápsula posterior del cristalino. Se caracteriza por un cristalino transparente con una opacidad en la parte posterior. Suelen comenzar localizándose en el centro del eje óptico, por lo que limitan la visión central de manera importante, especialmente en situaciones de miosis y más en la visión de cerca que en la visión de lejos. Además, evolucionan de forma rápida y afectan a gente más joven.

## Factores de riesgo
- Diabetes Mellitus.
- Uso prolongado de corticoides tópicos o sistémicos.